# George Gillespie
George Gillespie, né le 21 janvier 1613 et mort le 17 décembre 1648, est un théologien écossais.

## Biographie
Gillespie est né à Kirkcaldy, où son père, John Gillespie, est un ministre paroissial. Il étudie à Saint-Andrews University.